# 双阳河 (黑龙江省)
双阳河位于中华人民共和国黑龙江省西部，是乌裕尔河内流区的一条无尾河，发源于拜泉县新生乡新育村小兴安岭西侧丘陵区，蜿蜒向北流经兴国乡，于县城拜泉镇南郊姜万礼屯转向西南流，于永勤乡跃先村胡家屯西北流入依安县，流经依安县南部双阳镇和双阳河水库，于依龙镇平山村以南流入林甸县，西南流至林甸县东兴乡李延林窝棚分为西、南两支，南支在双阳河水库建成后封闭，现河水全部由西支经林甸县北部，在建国畜牧场漫散泄入扎龙湿地。河长以西支计算，全长161千米，河道平均比降0.4‰，流域面积4772平方千米（包括南支）。双阳河在双阳河水库以上河槽较为完整，水库以下河槽紊乱，沟形不明显，汛期河水纵横，漫无边际，威胁附近农田、村庄。双阳河流域内地形平坦，土壤肥沃，草原广阔，是重要的农、牧、副业生产基地。